# L'arte della guerra (film)
L'arte della guerra (The Art of War) è un film del 2000 diretto da Christian Duguay. Il film ha avuto due seguiti L'arte della guerra 2 del 2008 e L'arte della guerra 3 del 2009 entrambi direct-to-video.

## Trama
Neil Shaw è un agente segreto che opera per le Nazioni Unite. Quando viene assassinato l'ambasciatore cinese, sul punto di firmare un decisivo accordo commerciale tra Stati Uniti e Cina, con la mediazione del segretario generale dell'ONU, Shaw si ritrova a combattere da solo per portare alla luce la verità dietro l'attentato. Scoprirà che dietro l'ipotesi del terrorismo c'è una ragione ben più profonda e spaventosa.